# Большое Святое (озеро, Беларусь)
Большо́е Свято́е (бел. Вялі́кае Свято́е) — озеро в Сенненском районе Витебской области Белоруссии. Является истоком реки Свечанка, при этом отличается крайне малой глубиной и полностью зарастает.

## Описание
Озеро Большое Святое располагается в 9 км к западу от города Сенно, в 2 км к северо-востоку от агрогородка Ульяновичи.
Площадь поверхности водоёма составляет 0,77 км², длина — 1,53 км, наибольшая ширина — 0,73 км. Длина береговой линии — 4,3 км. Озеро отличается мелководностью. Наибольшая глубина составляет всего 1,1 м, средняя — 0,6 м. Объём воды в озере — 0,48 млн м³. Площадь водосбора — 17,1 км².
Котловина остаточного типа, вытянутая с северо-востока на юго-запад. Склоны высотой 2—5 м, пологие, покрытые лесом и кустарником. Береговая линия слабоизвилистая. Берега сплавинные. Водоём окружает заболоченная пойма шириной до 300 м, заросшая водно-болотной растительностью и кустарником. Дно плоское, возле берегов торфянистое, далее покрытое сапропелем средней мощностью 7,6 м.
Минерализация воды составляет 140 мг/л, прозрачность — 1,2 м. Озеро дистрофирует и полностью зарастает. На юго-западе вытекает река Свечанка, в верховьях носящая название Свеча, ниже по течению которой расположено озеро Хотлинское. На северо-востоке впадает ручей.
Несмотря на деградацию озера, в нём обитают карась, линь, щука, окунь, плотва и другие виды рыб.